# Llave de Oro del Cante
La Llave de Oro del Cante es un galardón histórico del mundo del flamenco, que solo se ha otorgado, desde su creación en 1868, en cinco ocasiones: a Tomás el Nitri (1868), Manuel Vallejo (1926), Antonio Mairena (1962), Camarón de la Isla (2000) y Fosforito (2005).

## Primera edición

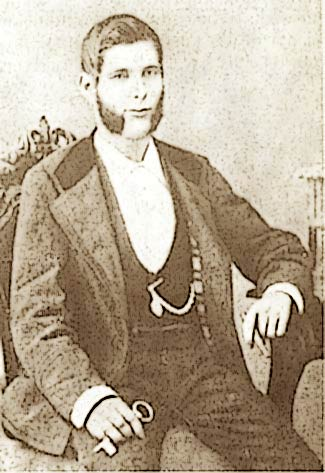
Tomás el Nitri, primera Llave de Oro del Cante.

La primera Llave del cante fue otorgada a Tomás el Nitri. Esta concesión no deja de ser un suceso puramente anecdótico, que en su tiempo no tenía ninguna historia. No son claras las circunstancias que rodearon el otorgamiento de esta primera Llave de Oro del Cante al Nitri; la versión más divulgada es que la recibió en 1868, en el Café Sin Techo de Málaga, en medio de la euforia de un grupo de aficionados, recibiéndola de manos de Manuel Pérez de Guzmán y del general Sánchez Mira. Existe una segunda versión en torno al hecho, que ubica su otorgamiento en Jerez de la Frontera, durante una reunión de cabales, sin que existan pruebas claras al respecto.

## Segunda edición

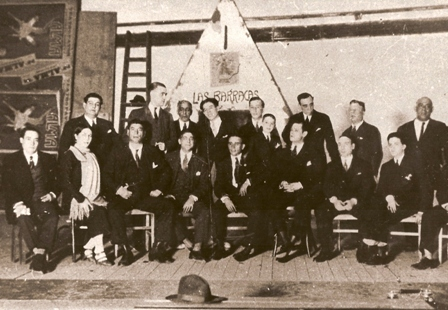
Entrega de la segunda Llave de Oro del Cante a Manuel Vallejo en 1926, en el teatro Pavón.

En 1925, los empresarios del madrileño Teatro Pavón, aprovechando la repercusión del concurso de cante jondo de Granada de 1922, que habían organizado Federico García Lorca y Manuel de Falla, tuvieron la idea como reclamo comercial, de crear la denominada Copa Pavón, que elegía al mejor cantaor. La final de la primera edición celebrada el 24 de agosto de 1925, dio a Manuel Vallejo como ganador indiscutible.
Un año después, en 1926, en la segunda edición de esta copa, el jurado, en una elección polémica, escogió como ganador a Manuel Centeno, que había cantado unas magníficas saetas. Un grupo de artistas disconformes con el resultado, liderados por Antonio Chacón y alentados por los empresarios del propio teatro, en una clara maniobra comercial, decidió como desagravio otorgarle la segunda Llave de Oro del Cante, un galardón que entonces carecía de toda significación, a Manuel Vallejo. El día 5 de octubre, en el teatro Pavón, el cantaor Manuel Torre fue quien le hizo entrega del galardón a Vallejo, contando con la presencia de una gran cantidad de artistas, como José Cepero, Angelillo, Manuel Escacena o el Chata de Vicálvaro, para darle categoría al acto.

## Tercera edición
Al morir Manuel Vallejo, en 1960, los organizadores del Concurso Nacional de Arte Flamenco de Córdoba decidieron realizar un certamen extraordinario para otorgar la tercera Llave de Oro del Cante. Esta muestra histórica, que otorgaba también un premio de 100.000 pesetas (600 €), se celebró el 29 y 30 de mayo de 1962. Los participantes para obtener la Llave fueron Fosforito, El Chocolate, Juan Varea, Pericón de Cádiz, Platero de Alcalá y Antonio Mairena. 
Las bases del concurso establecían que se valoraría la actuación pública y el historial flamenco de los participantes. Debían interpretar siguiriyas, tonás y soleares. Cada cantaor completaría su actuación con dos cantes elegidos por el propio artista.
El jurado otorgó el galardón por unanimidad a Antonio Mairena, "tanto por la pureza de su cante como por su historial artístico". El acto de entrega de la llave tuvo lugar el 21 de mayo en Alcázar de los Reyes Cristianos, siendo Antonio el bailarín el artista encargado de realizar la entrega a Mairena.
Del concurso de 1962 de Córdoba se ha dicho que la concesión estaba realizada de antemano, que fue planeado y dirigido para ser otorgado a Mairena y que se excluyeron del mismo a algunas figuras máximas del cante como la La Niña de los Peines o Manolo Caracol.

## Cuarta edición

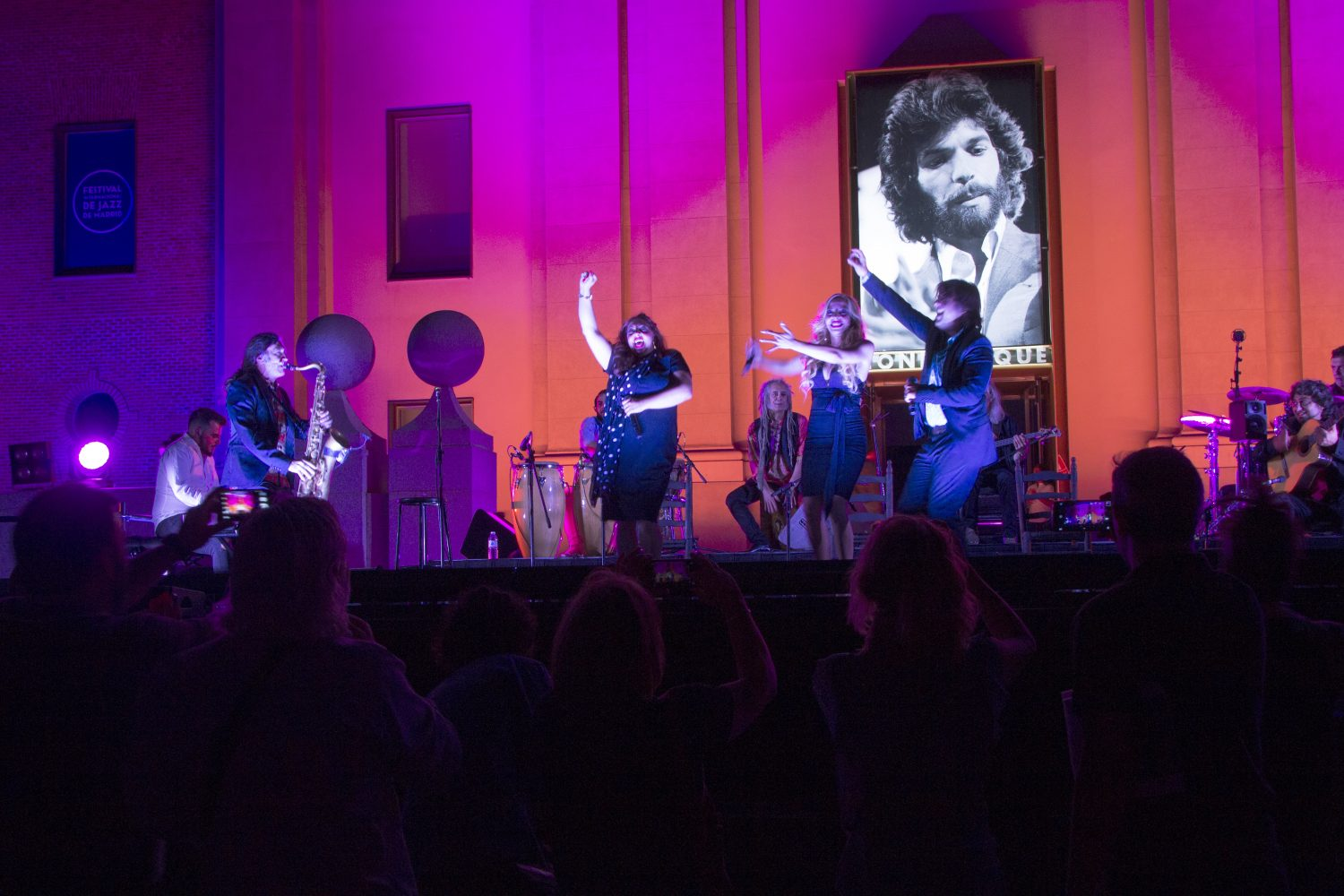
Homenaje a José Monje Cruz, Camarón de la Isla, celebrado en 2017 en Madrid.

En 2000, con motivo del cincuenta aniversario del nacimiento de José Monje Cruz (Camarón de la Isla), la Diputación Provincial de Cádiz solicitó la Llave de Oro del Cante para este cantaor. Esta petición estuvo apoyada por destacados artistas flamencos como la bailaora Sara Baras, Moraíto, Rancapino, Juan Villar, Manuel Moneo, Manuel Morao, Pansequito, Fernando de la Morena, Paco Cepero, Manuela Carrasco, Mariana Cornejo, Diego Carrasco, Niña Pastori o El Torta, que se reunieron en la Venta de Vargas de San Fernando para la ocasión.

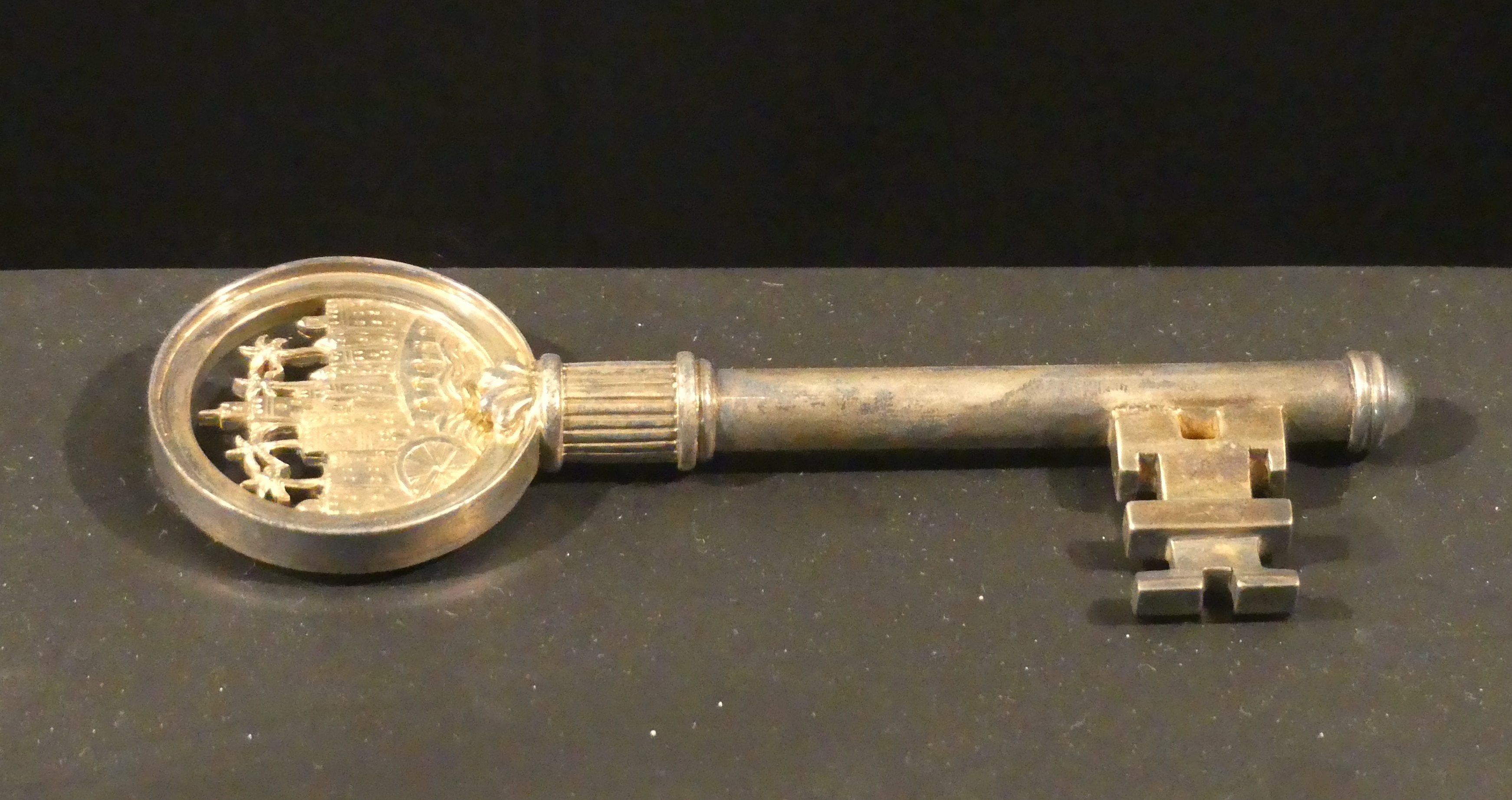
Llave de Oro del Cante concedida a Camarón en el 2000.

El 5 de diciembre de 2000, la Junta de Andalucía decidió la concesión de la Llave a título póstumo a Camarón de la Isla. El presidente de la Junta de Andalucía, Manuel Chaves, fue el encargado de entregar este galardón a Dolores Montoya (Chispa), viuda de Camarón, durante los actos que se celebraron en Cádiz para conmemorar los cincuenta años del nacimiento del cantaor.
El otorgamiento no estuvo exento de polémica, motivada por conceder el galardón a un artista ya fallecido.

## Quinta edición

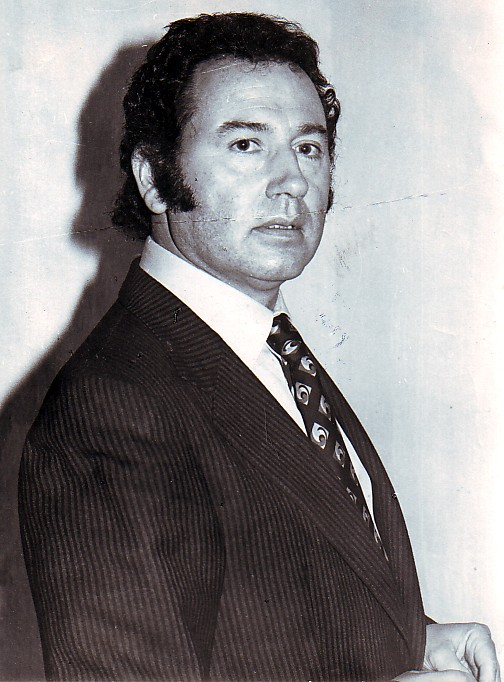
Antonio Fernández Díaz (Fosforito), V Llave de Oro del Cante.

La Diputación Provincial de Málaga formalizó en febrero de 2005 la petición del galardón para Fosforito. A esta iniciativa se unieron las diputaciones de Córdoba, Granada y Sevilla, 150 peñas flamencas y grandes nombres del flamenco.
El Gobierno andaluz, en su reunión del 26 de julio de 2005, concedió a Antonio Fernández Díaz, Fosforito, la V Llave de Oro del Cante en 2005, por "la labor realizada por este artista cordobés en la dignificación y universalización del flamenco, la relevancia de sus aportaciones creativas y su contribución a la revitalización de estilos en desuso".
La entrega de la Llave fue llevada a cabo por el presidente de la Junta de Andalucía, Manuel Chaves, el 11 de octubre de 2005, en el Teatro Cervantes de Málaga.